# گابریل کاروالیو
گابریل کاروالیو (انگلیسی: Gabriel Carvalho؛ زادهٔ ۱۷ اوت ۲۰۰۷) بازیکن فوتبال اهل برزیل است که برای باشگاه ورزشی اینترناسیونال بازی می‌کند.

## دوران باشگاهی
گابریل کاروالیو در پورتو آلگری، ریو گرانده دو سول به دنیا آمد و در سن ۹ سالگی به آکادمی جوانان باشگاه ورزشی اینترناسیونال پیوست. در ۲۵ اوت ۲۰۲۳، او اولین قرارداد حرفه‌ای خود را با باشگاه امضا نمود و توافقی سه‌ساله را منعقد کرد.
گابریل کاروالیو اولین بازی خود را برای تیم اول در سری آ برزیل، در ۱۶ ژوئن ۲۰۲۴ انجام داد و به عنوان تعویض در نیمه دوم به میدان رفت و به هیوران پاس گل داد که منجر به تساوی شد، هرچند تیم در نهایت با نتیجه ۲–۱ به ویتوریا باخت. او با ۱۶ سال، ۹ ماه و ۳۰ روز، جوان‌ترین بازیکن تاریخ باشگاه در قرن ۲۱ شد و رکورد الکساندر پاتو را شکست. در ۲۳ ژوئیه، او قرارداد خود را با کولورادو تا دسامبر ۲۰۲۸ تمدید کرد و بند آزادسازی او ۶۰ میلیون یورو تعیین شد.
گابریل کاروالیو اولین گل حرفه‌ای خود را در ۱ سپتامبر ۲۰۲۴ به ثمر رساند و گل دوم اینتر را در پیروزی ۳–۱ خارج از خانه مقابل ژوونتود به ثبت رساند.
در ۲۸ دسامبر ۲۰۲۴، اینترناسیونال برای انتقال کامل گابریل کاروالیو به باشگاه فوتبال القادسیه عربستان سعودی به مبلغ ۱۶ میلیون دلار به علاوه پاداش‌ها مذاکره کرد. کاروالیو در اوت ۲۰۲۵ به این باشگاه سعودی منتقل خواهد شد، چرا که باید ۱۸ ساله شود.